# پیتر اشتویگر
پیتر اشتویگر (آلمانی: Peter Steuger؛ زادهٔ ۶ فوریهٔ ۱۹۶۵) فیلم‌بردار اهل آلمان است.
از فیلم‌هایی که وی در آن‌ها نقش داشته‌است، می‌توان به ۱۰۱ ریکیاویک اشاره نمود.